# Langen (Hesse)
 (septembre 2014).
 (mars 2015).
Le contenu est difficilement compréhensible vu les erreurs de traduction, qui sont peut-être dues à l'utilisation d'un logiciel de traduction automatique.

Langen (Hessen) dans l'Arrondissement d'Offenbach

Langen est une ville du sud de la Hesse, en Allemagne, située dans l'arrondissement d'Offenbach.
Langen est le siège de la Deutsche Flugsicherung, l'organisme de gestion du trafic aérien allemand, de l'Institut Paul-Ehrlich et du centre de formation du service météorologique allemand.

## Géographie

### Géographie physique
Langen se situe dans la partie ouest de l'arrondissement d'Offenbach, dans le sud de la région Rhein-Main, l'une des régions les plus industrialisées d'Allemagne, à mi-chemin entre Francfort et Darmstadt.
Elle est traversée par la Sterzbach.

### Quartiers
La ville ne possède aucun découpage administratif officiel. Elle est cependant divisée en plusieurs quartiers.
La vieille ville est située dans l'ancienne enceinte Est, dont le mur est encore partiellement visible. On y trouve un grand nombre de maisons à colombage du XVIIIe et début XIXe siècle. Ce quartier a un statut particulier (Statut de la Vieille Ville), afin de maintenir son caractère.
Le quartier de Neurott est situé au Nord-Ouest. On y trouve le siège de l'Institut Paul-Ehrlich (de) et de la Deutsche Flugsicherung, l'organisme de gestion du trafic aérien allemand.
Le Nordend est un quartier résidentiel moderne se composant à la fois de barres d'immeubles et de gratte-ciels. On y trouve notamment l'immeuble Alpha - Alpha-Hochhaus (de)-, qui a longtemps été l'immeuble le plus haut de Hesse.
Steinberg est un quartier résidentiel au sud-est. C'est originellement une zone pavillonaire mais, depuis les années 90, on y trouve également des barres d'immeubles.
Les quartiers Linden, Oberlinden et Im Loh sont également des quartiers résidentiels.

## Blason
D’or, un rameau de chêne vert avec trois glands rouges, couvert en bas d’une branche noire écourtée.

### Symbolisme
Les armoiries ont été officialisées le 15 juin 1959, se fondant sur un sceau datant de 1622. La ville se trouvait alors dans le Wildbann de Dreieich, une possession impériale. La branche horizontale est un symbole local permettant de différencier les armoiries de la ville des autres villes de la région (comme celles d'Egelsbach par exemple). Aucune couleur n'ayant été officiellement établie, de nombreuses versions différentes coexistent jusqu'en 1959.

### Drapeau

Bannière de Langen

Le drapeau de Langen est composé de deux bandes étroites rouges sur les côtés qui encadrent une bande blanche plus large à l'intérieur. Sur la bande blanche sont apposées les armoiries de la ville.

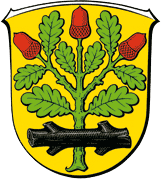
Blason de Langen
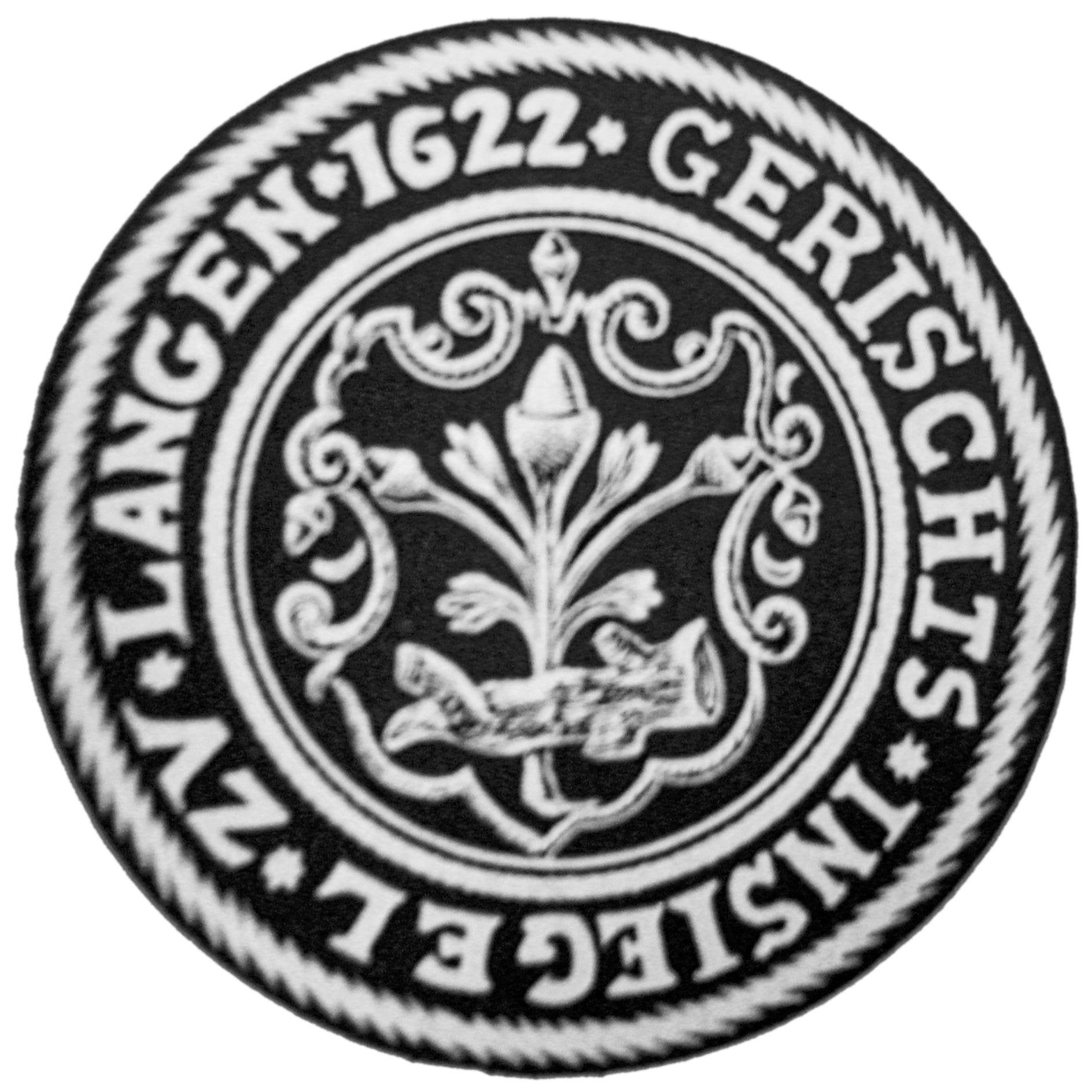
Sceau de la Cour

## Histoire
| Appartenances historiques Seigneurie de Falkenstein 1256-1398 Comté de Falkenstein 1398-1418 Comté d'Isembourg-Büdingen 1418–1511 Comté d'Isembourg-Büdingen-Birstein 1511–1600 Landgraviat de Hesse-Darmstadt 1600–1806 Grand-duché de Hesse 1806–1918 République de Weimar 1918–1933 Reich allemand 1933–1945 Allemagne occupée 1945–1949 Allemagne 1949–présent |

### Antiquité
Les environs de Langen ont été peuplés dès le Mésolithique. En effet, des restes ont été exhumés au niveau de la nouvelle mairie et de la salle municipale. Dans la forêt avoisinante de Koberstadt (de) ont été retrouvés des traces de la culture de Hallstatt.
Une petite colonie agricole est implantée à Langen depuis environ 2000 ans, sur la route commerciale menant à Francfort, où l'on peut traverser le Main durant toute l'année. On suppose également l'existence d'un castellum auxilliaire datant de l'époque romaine. Les colonies romaines étant agencées de façon rectangulaire, alors que les colonies germaniques sont plutôt caractérisées par des murailles circulaires et des chemins irréguliers, l'analyse de l'aménagement de la ville a permis de démontrer l'existence d'un camp de légionnaire. Ces analyses ont été notamment permises par les progrès de l'imagerie aérienne.

### Moyen-Âge
Une première colonie par les migrants Francs est datée de la période entre 500 ans et 600 apr. J.-C.
Langen est mentionnée par écrit pour la première fois en 834 dans un document de donation du roi Louis II à l'abbaye de Lorsch sous le nom de Langungon. Il y fait mention du Markgenossenschaft Langen (une zone communale partagée par plusieurs villages) et de sa limite nord avec la communauté voisine de Drieichlahha, l'actuelle Dreieich. Les forêts aux alentours faisaient partie de la forêt de chasse royale de la Dreieich (Wildbann Dreiech (de)), qui était gouvernée par les seigneurs de Hagen (plus tard de Münzenberg), en qualité de prévôts. Deux des trente zones de chasse du domaine s'y trouvaient. Puisque que le monastère de Lorsch ne se souciait guère de sa propriété, les Seigneurs de Hagen-Münzenberg ont pu au fil du temps commander aux propriétaires de Lorsch.
À la suite de la disparition de la famille Hagen-Münzenberg en 1255, la ville tombe aux mains des seigneurs de Falkenstein. En 1414, le village de Langen est détruit par un incendie lors d'un conflit entre la ville de Francfort et l'archevêque de Trêves, Werner de Falkenstein. Quand la dernière lignée masculine des seigneurs de Falkenstein disparait en 1418, le comté d'Isembourg-Büdingen héritent du contrôle de Langen. Des vestiges de l'enceinte médiévale, comprenant la tour pointue et la tour émoussée, sont encore visibles aujourd'hui.

### Renaissance

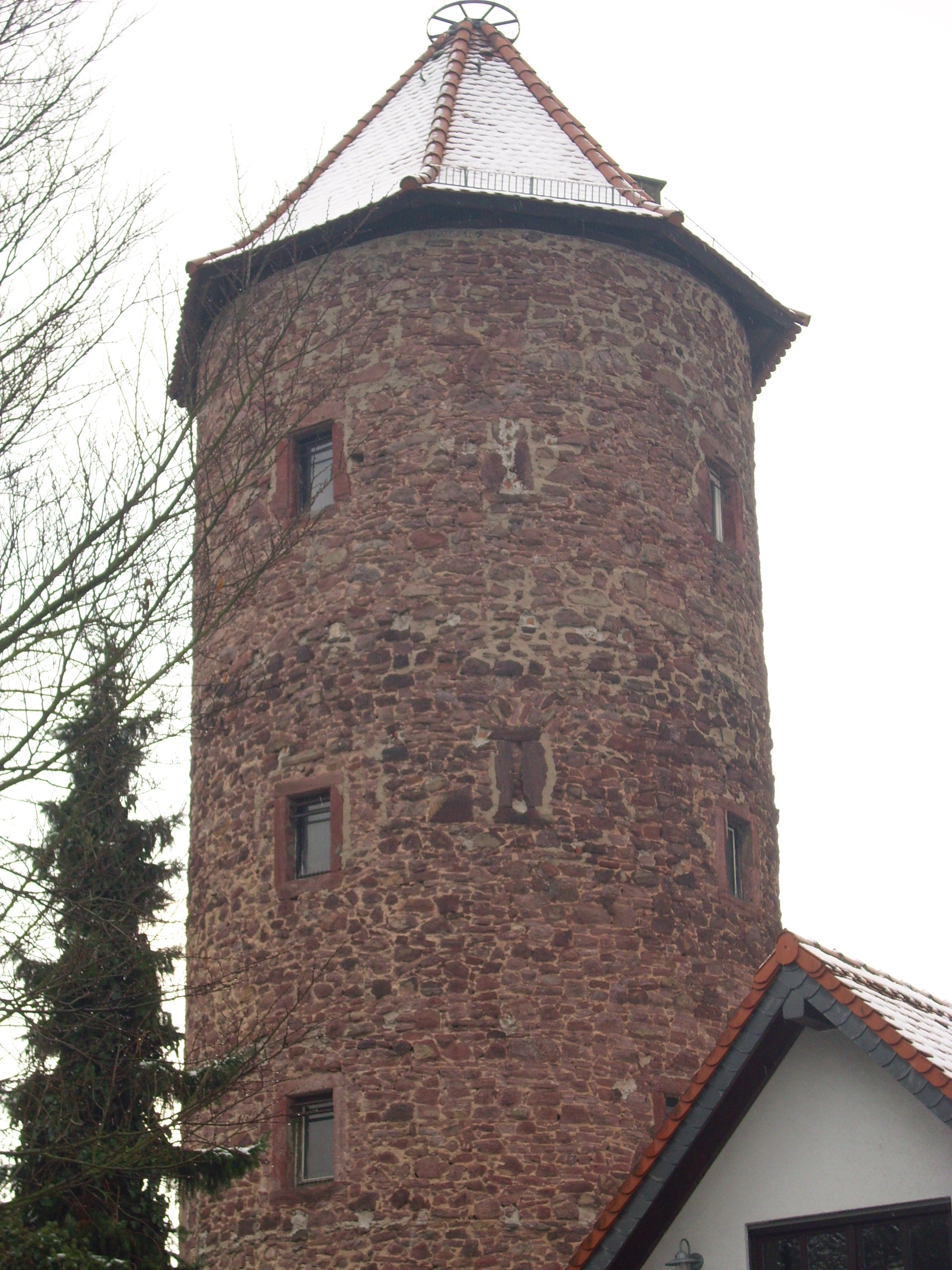
Tour pointue

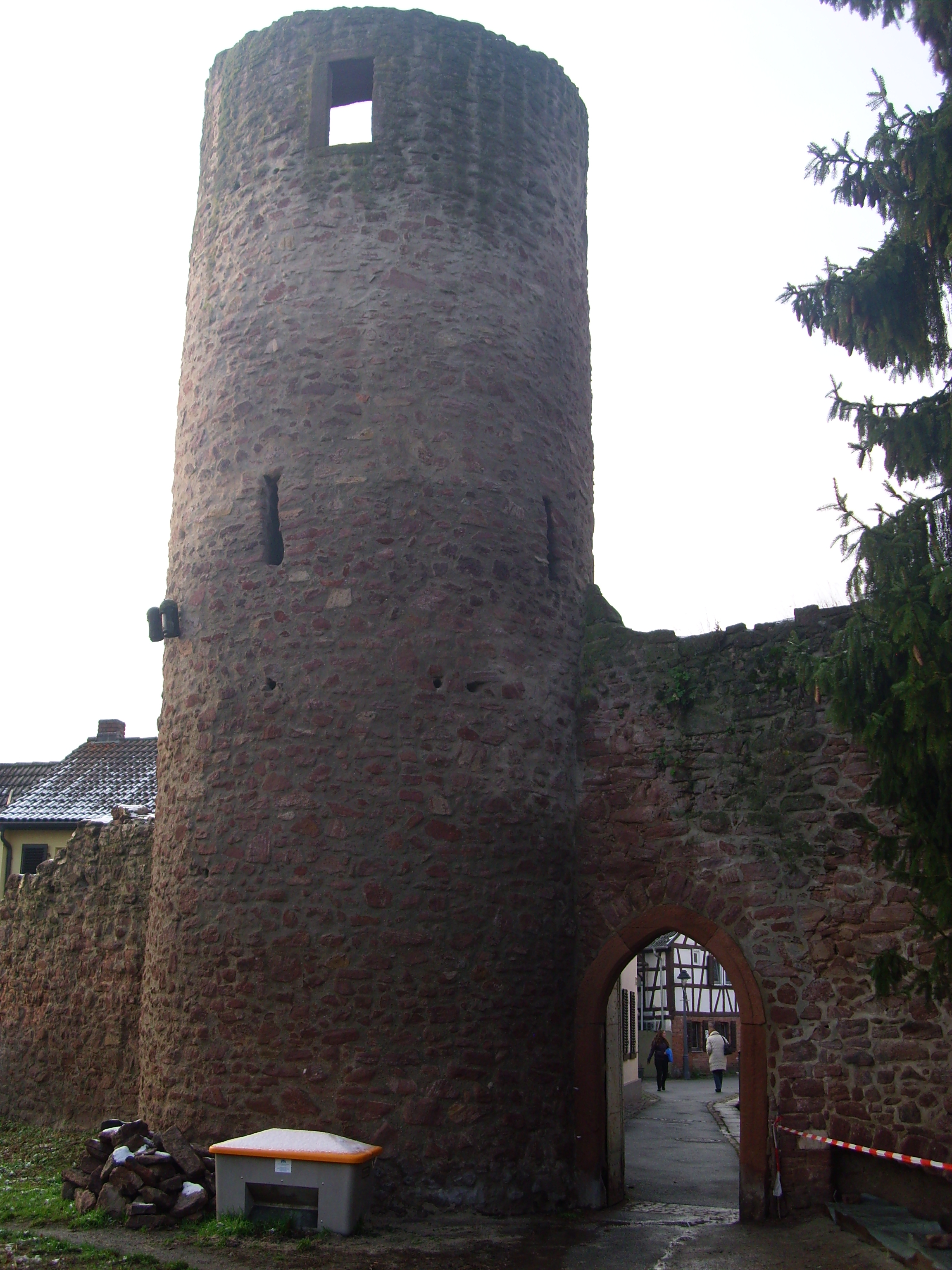
Tour émoussée

En 1600, Langen et Kelsterbach sont entièrement vendues par le comte d'Isembourg au landgrave de Hesse-Darmstadt. Depuis lors, Langen fait partie de la Hesse. Lors de la partition du Markgenossenschaft en 1732, dont le siège était à l'époque situé à Langen, le village reçoit deux tiers des terres, tandis qu'Egelsbach en obtient un tiers.
En 1813, Langen a été érigée en ville de marché. En 1834, Langen avait 2 368 habitants. En 1846, une gare de la Ligne Main-Neckar a été construite à Langen. En 1862, Langen dépendait de l'arrondissement d'Offenbach. Avec l'inauguration de l'église municipale du Grand-Duc Louis IV. en 1883, Langen reçut les droits de la ville.
Après la fin de la Première Guerre mondiale⁣⁣, Langen a été occupée par les troupes françaises jusqu'en 1930, dans le cadre de la tête de pont de Mayence. En 1959, a été construit comme une première (prévue) expansion de la ville résidentielle Oberlinden. La population est passée de 9 077 personnes en 1939 à 28 500 habitants en 1983, et jusqu'à environ 36 000 en 2009.
La fontaine aux quatre jets, ou Vierröhrenbrunnen (de), est un vestige de cette époque. Elle date de 1553.

## Politique et administration
Le maire est Jan Werner, indépendant, depuis son début de mandat le 1er juillet 2020. Il est élu pour 6 ans, les élections précédentes ayant eu lieu en mars 2020. Son premier conseiller municipal (équivalent du maire adjoint) est Stefan Löbig, du parti Alliance 90 / Les Verts.
| Maires de Langen | Maires de Langen | Maires de Langen                          | Maires de Langen | Maires de Langen                                       |
| Periode          | Periode          | Identité                                  | Etiquette        | Qualité                                                |
| ---------------- | ---------------- | ----------------------------------------- | ---------------- | ------------------------------------------------------ |
| 1877             | 1894             | Heinrich Ludwig (Louis) Dröll             |                  | Fabricant de poterie Dernier maire bénevole            |
| 1894             | 09.04.1915       | Johann Peter Metzger                      | bourgeois        | Trésorier de la ville Juge Premier maire à plein temps |
| 1915             | 1918             | sans maire Wilhelm Oppermann (provisoire) |                  |                                                        |
| 1918             | 1920             | sans maire Friedrich Munz (provisoire)    |                  |                                                        |
| 1920             | 09.1933          | Georg Zimmer                              | SPD              | Secrétaire syndical                                    |
| 09.1933          | 1945             | Heinrich Göckel                           | NSDAP            |                                                        |
| 26.03.1945       | 30.09.1945       | Wilhelm Umbach (provisoire)               | SPD              |                                                        |
| 01.10.1945       | 29.03.1946       | Christoph Zellhöfer (provisoire)          | SPD              |                                                        |
| 30.03.1946       | 30.06.1948       | Johannes Steitz                           | SPD              |                                                        |
| 01.07.1948       | 30.06.1966       | Wilhelm Umbach                            | SPD              | Dans l'administration de la commune                    |
| 01.07.1966       | 30.06.1990       | Hans Kreiling                             | SPD              |                                                        |
| 01.07.1990       | 30.06.2008       | Dieter Pitthan                            | SPD              |                                                        |
| 01.07.2008       | 30.06.2020       | Frieder Gebhardt                          | SPD              | Ingénieur                                              |
| 01.07.2020       | En cours         | Jan Werner                                | Indépendant      | Économiste                                             |

## Jumelages
| Ville | Ville                | Pays | Pays        | Période     |
| ----- | -------------------- | ---- | ----------- | ----------- |
|       | Aranda de Duero      |      | Espagne     | depuis 2006 |
|       | Long Eaton           |      | Royaume-Uni | depuis 1970 |
|       | Romorantin-Lanthenay |      | France      | depuis 1968 |
|       | Tarse                |      | Turquie     | depuis 1991 |

Langen, Romorantin-Lanthenay et Long Eaton constituent un cas de jumelage tripartite.

## Culture

### Ebbelwoifest (Fête du cidre)
Sur le plan du rayonnement de la ville, Langen est surtout connue pour l'Ebbelwoifest, qui a lieu le dernier week-end de juin et qui rassemble des milliers de visiteurs. Le festival trouve ses origines en 1936 grâce à l'Association du trafic et de l'embellissement de Langen, qui a stimulé et organisé un festival local autour du Vierröhrenbrunnen. Depuis lors, le cidre coule à flots pendant les jours de fête du Vierröhrenbrunnen.

## Monuments

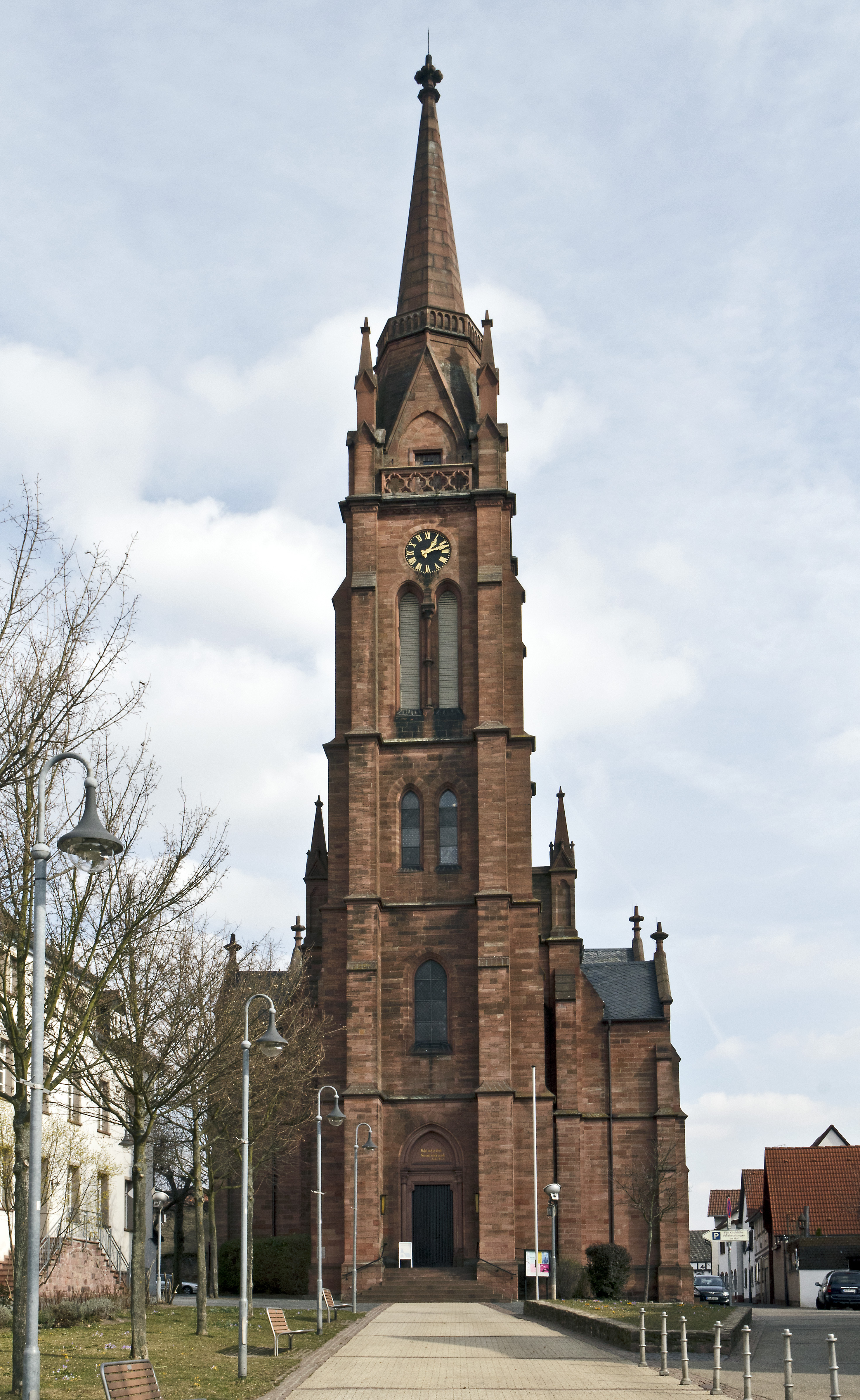
L'Église de Langen

### Église évangélique
La haute tour de l'église domine l'image de la vieille ville de Langen. Le bâtiment de style néogothique a été inauguré en 1883. L'église a été construite par l'architecte Johann Christian Horst. L'intérieur de l'église a été restauré en 1959 dans le style de l'époque de son édification. Quand l'église a dû être rénovée, il a été décidé que le design original de 1883 devait servir de modèle. Depuis 1997, la nef brille à nouveau dans les couleurs du néogothique.

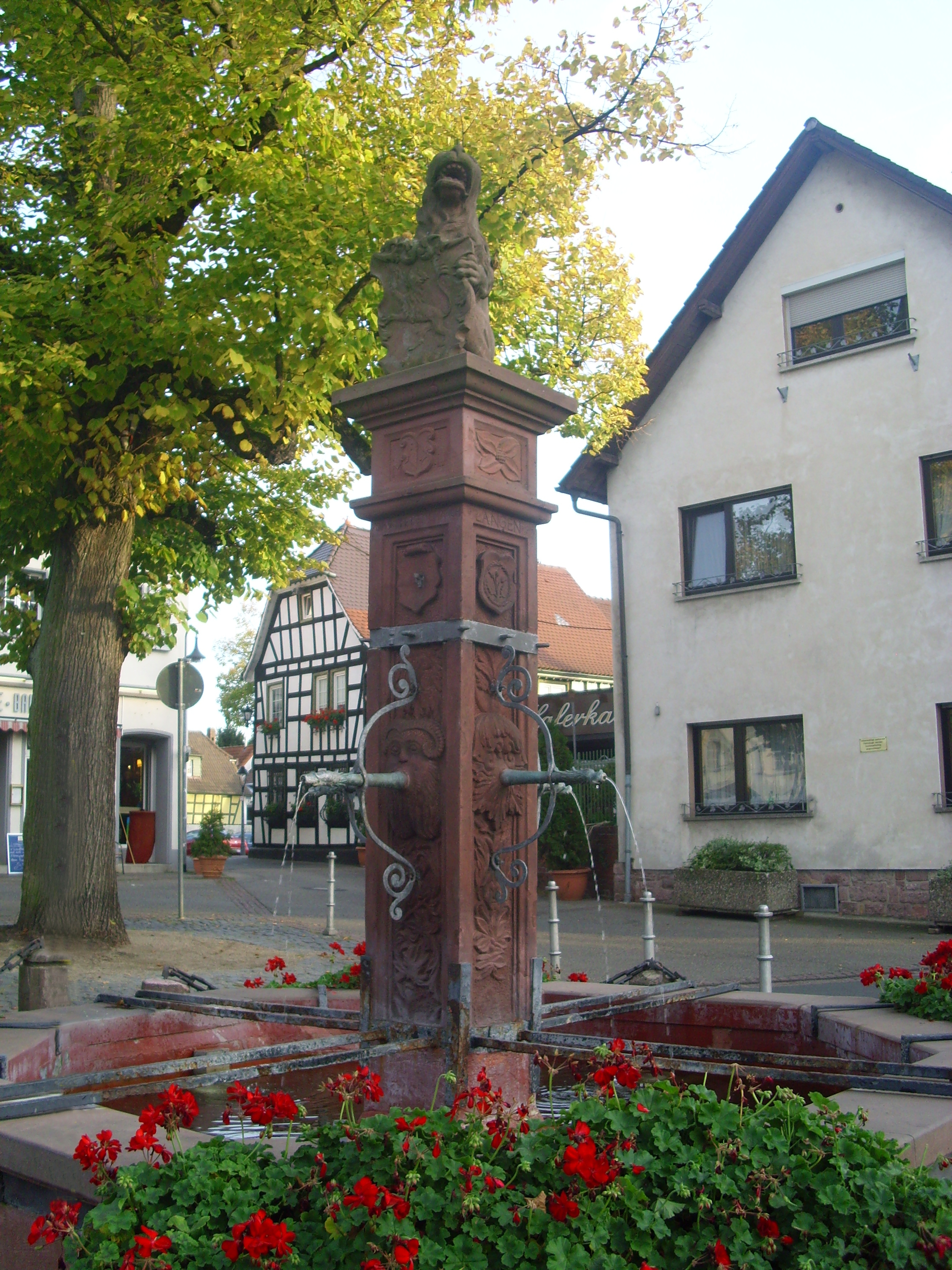
Vierröhrenbrunnen Langen

### Vierröhrenbrunnen (Fontaine aux quatre jets)
Déjà en 1553, la fontaine aux quatre jets alimentait la ville en eau provenant de la vallée des moulins. Elle est ornée d'un lion en pierre depuis le début du XVIIe siècle quand Langen a été constituée en Hessen. Pendant la "Ebbelwoifest" (fête du cidre), l'eau de la fontaine est remplacée par du cidre.

### Synagogue
La synagogue a été détruite par les nazis lors de la nuit de Cristal en novembre 1938